# Annularia
Annularia is een botanische naam in de rang van geslacht, die gebruikt wordt voor gefossiliseerde delen van planten uit het geslacht Calamites.
Lange tijd werd van Annularia gedacht dat het varenachtige fossiele plantjes waren die als epifyten op bomen leefden. Dit omdat ze nooit met wortels gevonden werden, echter wel met een beginnend rizoom. Later - door vondsten van wat 'completere' bomen - bleken deze Annularia zijtakjes met bladeren te zijn van soorten uit het geslacht Calamites. Het zogenaamde beginnend rizoom was de voet die in een litteken van de stam paste, net als een kogelgewricht.